# Toghin (Zam)
Pour les articles homonymes, voir Toghin.
Toghin est une commune rurale située dans le département de Zam de la province du Ganzourgou dans la région Plateau-Central au Burkina Faso.

## Géographie
Toghin est situé à environ 12 km au nord-ouest de Zam, le chef-lieu du département, à 2 km à l'ouest de Dawaka et à 35 km à l'ouest de Zorgho, le chef-lieu de la province.

## Santé et éducation
Le centre de soins le plus proche de Toghin est le centre de santé et de promotion sociale (CSPS) de Dawaka tandis que le centre médical avec antenne chirurgicale (CMA) se trouve à Zorgho.
Le village possède une école primaire publique.